# Al-Tamanah (nahija)
Nahija Al-Tamanah (ar. ناحية التمانعة) je nahija u okrugu Ma'arrat al-Nu'man, u sirijskoj pokrajini Idlib. Po popisu iz 2004. (prije rata), nahija je imala 29.114 stanovnika. Administrativno sjedište je u naselju Al-Tamanah.